# IQエンジン
『IQエンジン』（アイキューエンジン）は、1989年1月10日から同年9月26日までフジテレビの深夜番組放送枠『JOCX-TV+』で放送されたクイズ番組。

## 概要
1980年代後半、人気を博していた『頭の体操』シリーズを基に構成されたクイズ番組。問題数は全396問。
一般的なクイズ番組と違って番組内に解答者はおらず、視聴者に向けて問題VTRを流した後に数秒間のシンキングタイムを設けて解答を発表するという、クイズの問題集を映像化したような番組方式を採っていた。
心理的盲点を突いた問題、頓智を捻った問題が大半を占める。前半は多湖輝および雅孝司著作の問題を多く扱っていたが、後半は視聴者から寄せられた問題も扱われるようになった。
問題VTRの映像では、駆け出しであった第三舞台所属の役者をメインに起用。その中でも大高洋夫に小須田康人、筧利夫の登場回数はずば抜けている。その他、本番組がきっかけで勝村政信などのメンバーが巣立っていった。
なお、最終回のみは問題が出題されずに出演者によるコント仕立てとなっており、その中で「本来は1クールの予定だったが、思いのほか好評で3クールまで引き延ばしになった」という経緯が語られている。
この番組は、後にCS放送・フジテレビ739で再放送された。

## キャスト
- 大高洋夫（第三舞台）
- 小須田康人（第三舞台）
- 筧利夫（第三舞台）
- 伊藤正宏（第三舞台）
- 京晋佑（第三舞台）
- 勝村政信（第三舞台）
- 山下裕子（第三舞台）
- 長野里美（第三舞台）
- 筒井真理子（第三舞台）
- 利根川祐子（第三舞台）
- 池田成志（劇団山の手事情社）
- 飯島早苗（自転車キンクリート）
- 鈴木勝秀（ZAZOUS THEATER）
- 古田新太（劇団☆新感線）

## スタッフ
- 企画：小牧次郎（フジテレビ）、清水賢治（フジテレビ）(1,2期)
- 構成：戸田山雅司、板垣恭一（オフィス・ザ・サードステージ）(1,2期)
- 問題作成・監修：雅孝司、多湖輝、高橋浩徳ほか
- オープニングタイトル：庄野晴彦(1,2期)
- グラフィック／コンピュータアニメーション：セディック 山口尚子(1期)、渡裕子(1期)、森川倖(1,2期)、青木俊直(2期)、英喜代志(2期)、坂本和也(2期)
- 撮影：PGC　橋本稔(1期)、春園耕平(1,2期)、桜井勝之(2期)、久松不二雄(2期)
- 照明：サンライズアート　生形浩司(1期)、桑田昇(2期)、佐藤邦夫(2期)、津田道典(2期)、平岡光好(2期)、小野弘文(2期)、飯田泰三(2期)、佐野政美(2期)
- 技術：バスク(1,2期)
- TK：北條由美子(1,2期)
- 編集：弓削とよ(1,2期)、深沢佳文(1,2期)、寺本輝美(2期)、飯塚守(2期)
- ＶＴＲ編集：ビームテレビセンター 石川進(1,2期)、菅野信一(1,2期)、川上八郎(1,2期)、糸賀要一(2期)
- VE：小田桐稔人(1期)、後藤弘幸(1,2期)、斎藤彰(2期)、内田孝(2期)、五十嵐良二(2期)、飯塚吉純(2期)、柴山哲也(2期)、鈴木一範(2期)
- 音響効果：志田博英(OCBプロ)(1,2期)
- MAミキサー：サウンドユニバース　助川洋昭(1期)、吉田登(1期)、渡辺佳己(1,2期)、的池将(1,2期)、福田広幸(2期)
- メイク：佐野万理(1期)、菊池由美(1,2期)、五味淵すみえ(1,2期)
- ＡＤ：本広克行(1,2期全ての回担当)、田屋善智(1期#1,2,6-12／2期#1-8,19-24)、宮川一郎(1期#9-11)、上遠野裕実子(2期#3-5,15-24)、小島義方(2期#12-14)、岩田祐二(2期#15-17)、泊梨花(2期#15-17)
- ディレクター：星護
- プロデューサー：植原正人、塩沢浩二
- 制作協力：共同テレビ
- 制作著作：フジテレビ

## 主な出題元
- 頭の体操（多湖輝）
- 7日間のクイズ狂（吉村一伸）
- IQパズル（東京図書）
- スピードパズル（東京図書）
- トリックパズル（東京図書）
- おもしろパズル（東京図書）
- 図解 数学ゲーム（坂元義男）
- 雪が溶けると何になる？（雅孝司）
- 頭をパズる（雅孝司）
- 数学パズル 珍問奇問105題（雅孝司）
- クイズ一本勝負（金田一笑助）

## ビデオ
- IQエンジンSelect1 - 3
- IQエンジン エキスパート編
- IQエンジン パーティ編
- IQエンジンスペシャル1 - 2

## テーマ曲
- Revolutions (12-inch Extended Remix Version) / ジャン・ミッシェル・ジャール